# Mannen från UNCLE
Mannen från UNCLE (originaltitel: The Man from U.N.C.L.E.) är en amerikansk TV-serie som ursprungligen sändes på NBC mellan 22 september 1964 och 15 januari 1968. Första säsongen sändes i svartvitt och de efterföljande tre säsongerna i färg. I Sverige sändes serien från och med maj 1966 i tolv avsnitt och i ytterligare tre episoder året därpå. Metro Goldwyn Meyer hade i USA för NBC producerat ett hundratal avsnitt. TV-serien blev snabbt "familjeanpassad" med efter hand allt mer komiska inslag, så att den mot slutet var snudd på parodi på sig själv.
De åtta U.N.C.L.E.-filmer som visades på svenska biografer 1965–1968 var inga regelrätta långfilmer, utan bestod av två ihopsatta ej TV-visade avsnitt i varje film.
Serien gav upphov till spinoffserien The Girl From U.N.C.L.E.. Av "Flickan från U.N.C.L.E.", med Stefanie Powers i titelrollen som agenten April Dancer, visade svensk TV bara två av de då existerande 29 avsnitten. I huvudserien sades det inte rent ut, men "mannen" i seriens titel var den fiktive amerikanske agenten Napoleon Solo, även om hans ständige kollega Illya Kuryakin – en fullständigt amerikaniserad ryss – dominerade enstaka avsnitt och i serietidningen om denna agentorganisation kunde ses ensam på något omslag. På TV och i de nämnda biofilmerna gestaltades Solo av Robert Vaughn, Kuryakin av David McCallum och deras chef Mr. Waverly av Leo G. Carroll.

## Handling
Serien följer de två UNCLE-agenterna Napoleon Solo (Robert Vaughn) och Illya Kuryakin (David McCallum) som kämpar för världsfreden mot brottssyndikatet THRUSH. UNCLE är en akronym för United Network Command for Law and Enforcement".

## Medverkande
- Robert Vaughn – Napoleon Solo
- David McCallum – Illya Kuryakin
- Leo G. Carroll – Alexander Waverly

## DVD-utgåvor
Mannen från UNCLE har aldrig släppts på DVD i Sverige eller Europa, med undantag av de fem dubbelavsnitten som gjordes om som biofilmer. I USA släpptes hela serien av Time-Life exklusivt i deras webbutik den 21 oktober 2008, i en box innehållande 41 DVD:er. Senare släpptes boxen av Warner Bros. Alla säsonger har också givits ut separat. 23 augusti 2011 släppte Warner Bros i USA "The Man from U.N.C.L.E. 8-Movie Collection" ("Warner Archive Collection"). 26 mars 2012 släpptes av Fabulous Films "The Return Of The Man From U.N.C.L.E." i region 2.

## Serietidningar och pocketböcker
1966-1969 utgav Åhlén & Åkerlunds förlag (ägt av Bonniers) 22 nummer av serietidningen "Mannen från U.N.C.L.E.", översatta och redigerade i Stockholm efter att i amerikanska original varit utgivna av Gold Key Comics. Svenska läsare, i regel i åldern 10-12 år, kunde mot endast frimärkskostnad få medlemskort, där det stod att de ingick i skandinaviska reservstyrkan och att deras tjänster sannolikt aldrig skulle tas i bruk, men för spännings skull stod det tillagt att de i nödsituation kunde kallas i tjänst "inom 48 timmar".
Samtidigt utgavs "Mannen från U.N.C.L.E." som pocketbokserie av Wennerbergs förlag. Bokomslagen hade foton på agenterna, direkt från TV-serien, medan serietidningarna pryddes av teckningar, omsorgsfullt gjorda efter fotoförlagor. Man skulle på omslagen genast igenkänna hjältarna från TV - i en tid då Sverige bara hade en enda TV-kanal och man verkligen inte var bortskämd med agentäventyr. (Enda egentliga agent-TV-serien dessförinnan hade varit "Ett fall för John Drake", gestaltad av Patrick McGoohan.) TV hade bland folk ett enormt genomslag.
Vad som aldrig framgick av TV-serien men stod att läsa nedtill på tidningens framsida var att organisationens förkortning stod för United Network Command for Law and Enforcement.